# Klitzschen
Klitzschen ist ein Ortsteil der Gemeinde Mockrehna im Landkreis Nordsachsen (Sachsen).

## Geografie

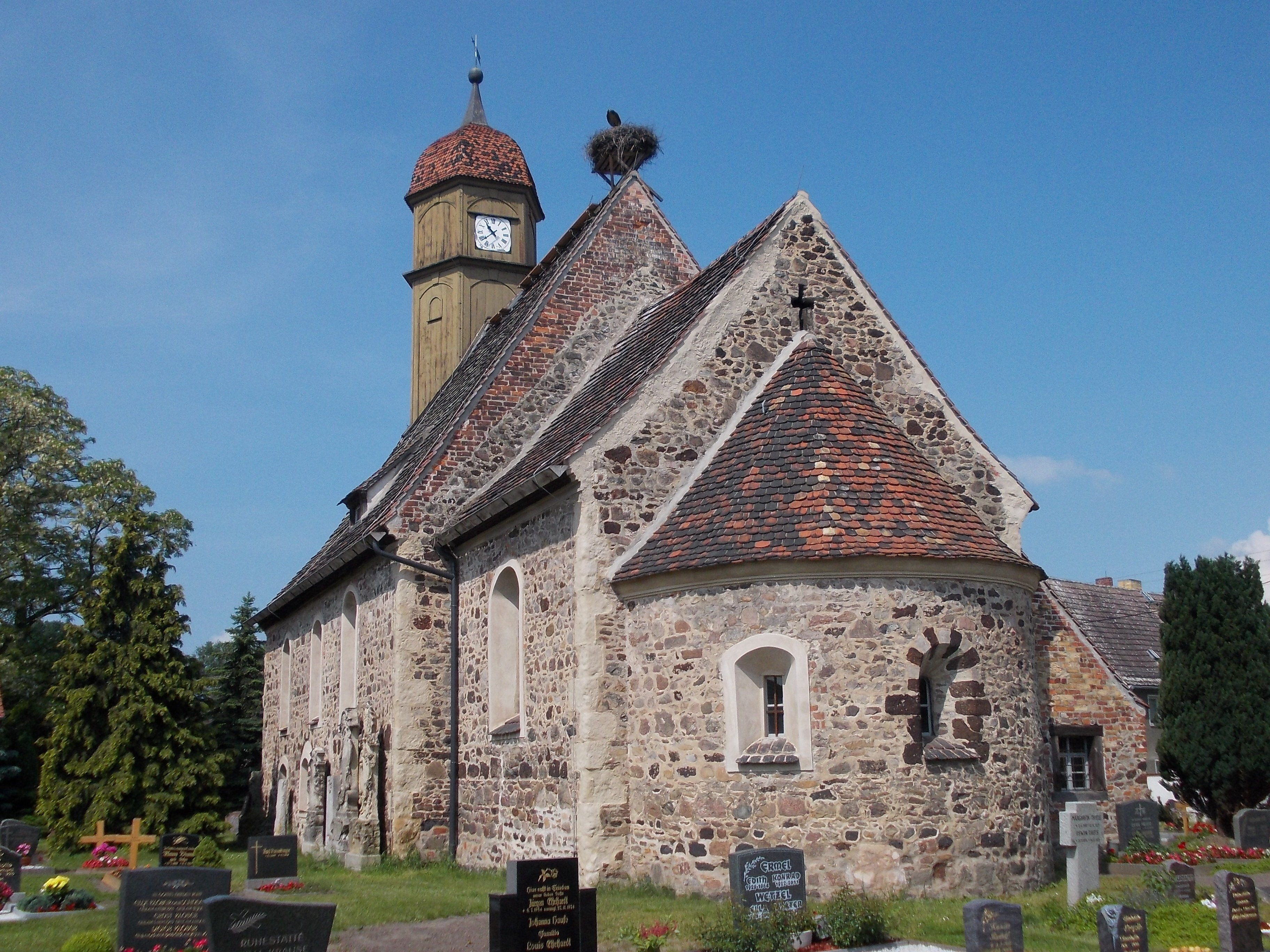
Kirche

Der Ort Klitzschen liegt östlich des Hauptortes Mockrehna im Gebiet zwischen den Städten Eilenburg und Torgau an den Kreisstraßen 8979 und 8985. Nördlich des Ortes verläuft die Bundesstraße 87 und die Bahnstrecke Halle–Cottbus, an der sich der Haltepunkt Klitzschen befindet. Dieser wird seit 2003 nicht mehr bedient. Deshalb gründeten Klitzschener Bürger die Initiative „Halt für Klitzschen“, um die Gemeinde dazu zu bewegen, den Bahnhof wieder in Betrieb zu nehmen und wieder an den Zugverkehr angeschlossen zu werden.
Jenseits der Bahnstrecke beginnt der Naturpark Dübener Heide. Durch den Ort fließen der Schwarze Graben und der Heidebach. Südlich des Ortes befinden sich der Pfarrteich, der Haferteich und der Große Teich.
Seit Oktober 1994 besteht in Klitzschen eine Wetterstation. Die höchste jemals gemessene Temperatur wurde am 30. Juni 2019 mit 38,1 °C gemessen. Die tiefste Temperatur am 6. Januar 2009 mit −26,6 °C.

## Sehenswürdigkeiten
- Romanische Dorfkirche Klitzschen
- Rittergut Klitzschen

• Besitzer waren:
1358 Wibold von Heynitz
1411 Offe von Sliwin
1437 Heinrich von Heynicz
1445 Hans von Slywen
1450 Heynrich von Heynicz
1468 Gunter von Hondorf
1470 Helffrichtt von Meckaw
1480 Johann von Mergenthal
1494 Sebastian von Mistelbach
1533 Georg von Mistelbach
1550 Hans von Trauff
1579 Friedrich von Leutsch

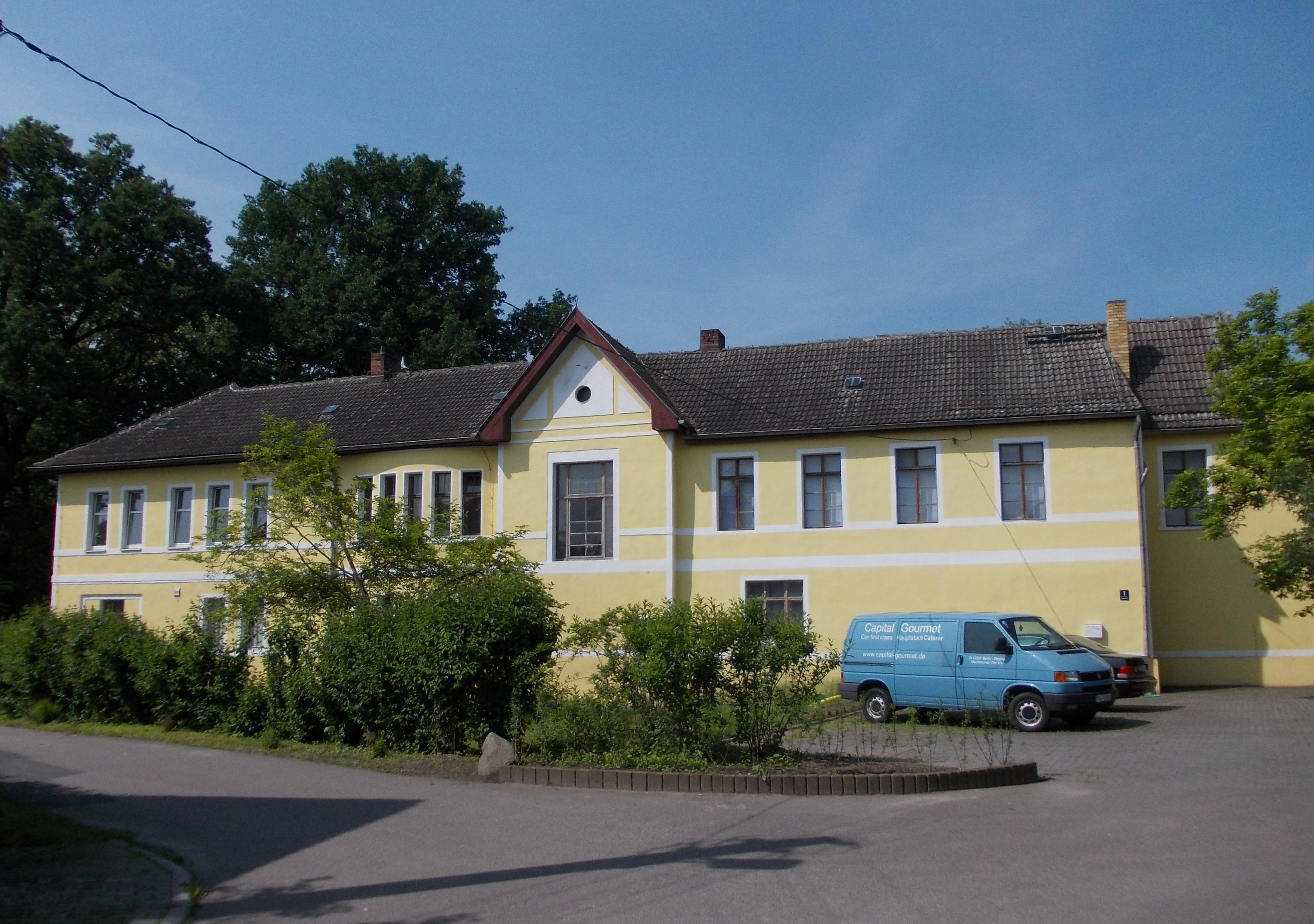
Herrenhaus

1780 Gottlob Friedrich Heinrich von Briesen
1786 Karl Wilhelm Gotthelf von Briesen
1838 Gustav Alfred von Wietersheim
1880 Richard Kügler
1884 Ernst von Rex
1899 Georg Jung
1913 Therese Jung
1920 Martin Jung
1928 Max Winter
1937 Hugo Lautenschläger
1945 Enteignung durch die Kommunisten
- Teichlandschaft

## Persönlichkeiten
- Kurt Nederkorn (1898–1994), Staatswissenschaftler, Kommunalpolitiker und Journalist
- Wolfgang Schreckenbach (1904–1986), Schriftsteller
- Christfried Gebauer (* 1942), Agraringenieur und Politiker (CDU), Landtagsabgeordneter

## Kultur
- jährliches Sportfest im Juli
- die Freiwillige Feuerwehr veranstaltet zweimal jährlich ein Fest
- Fischfest, Ende Oktober vor dem Pfarrhaus
- Weihnachtsmarkt